# Hong Kong Disneyland Resort

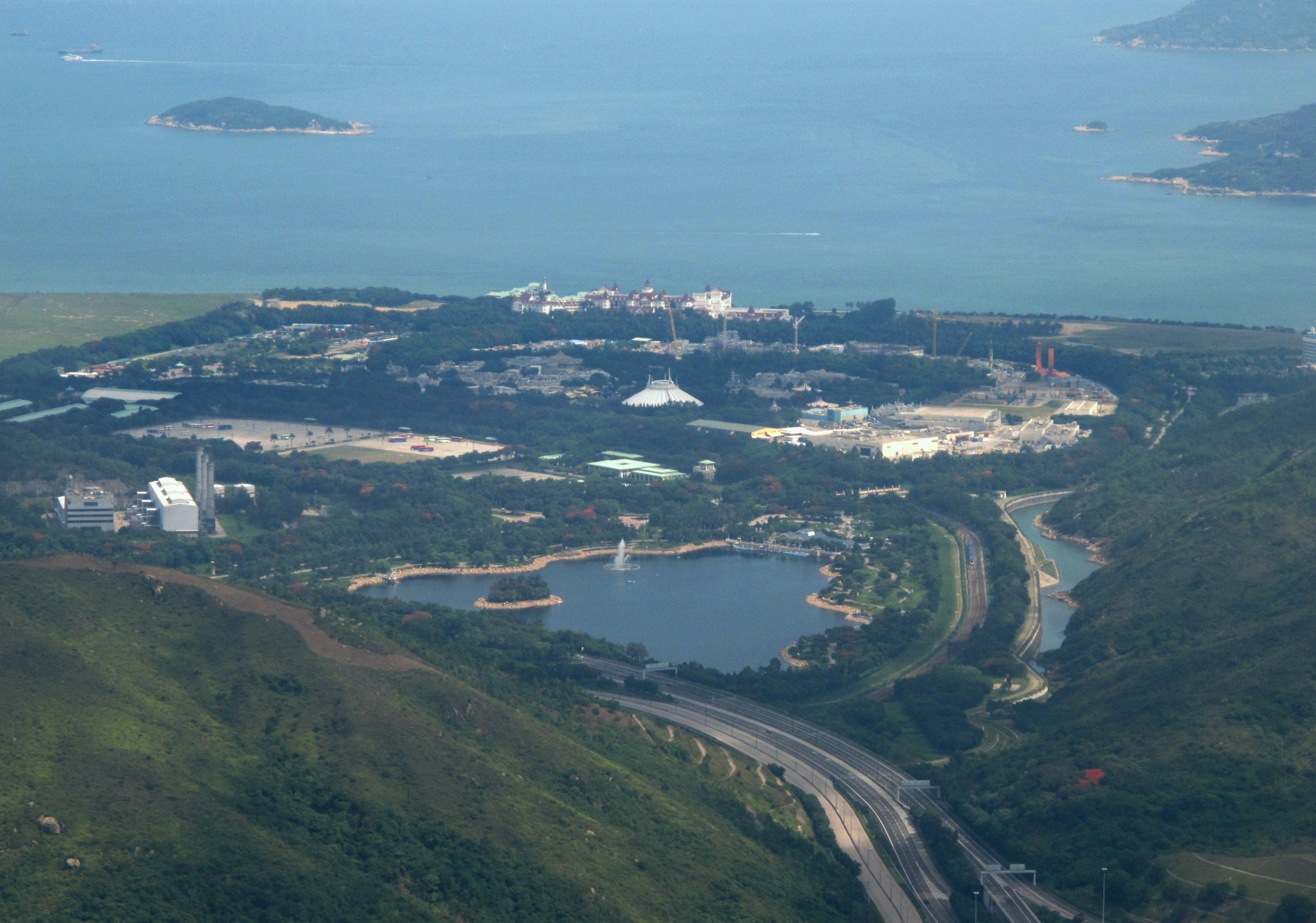
Hong Kong Disneyland Resort

Hong Kong Disneyland Resort (em chinês:  香港迪士尼樂園度假區) é um resort construído pelo governo de Hong Kong, China, e pela The Walt Disney Company em terras ao lado de Penny's Bay, na ponta nordeste da ilha de Lantau, aproximadamente dois quilômetros de Discovery Bay, Hong Kong. Oficialmente inaugurado em 12 de setembro de 2005, o complexo resort é composto pelo parque temático Hong Kong Disneyland, pelo Hong Kong Disneyland Hotel, pelo Disney's Hollywood Hotel e por diversas instalações de varejo, restaurantes e de entretenimento que abrangem 1,3 quilômetro quadrado da ilha. 
O Hong Kong Disneyland Resort é a segunda unidade da The Walt Disney Company na Ásia, depois da abertura do Tokyo Disney Resort, no Japão, mais de 20 anos antes. Atualmente o local é supervisionado pelo diretor Andrew Kam, que se reporta a Bill Ernest, presidente e diretor executivo da Disney Parks & Resorts, Asia.